# Tractat de Barcelona (1274)
|  | Per a altres significats, vegeu «Tractat de Barcelona». |

El  tractat de Barcelona de 1274  va ser una aliança militar concertada entre Jaume el Conqueridor i el soldà Abu-Yússuf Yaqub ibn Abd-al-Haqq, segons la qual aquest contractaria els serveis d'una flota i exèrcit de mercenaris cristians per a la conquesta de la plaça de Ceuta, en aquella època en poder de Muhàmmad II de Gharnata.

## Context
A mitjans del segle xiii l'emirat de Gharnata estava en mans de la dinastia nassarita. Enfrontats amb les tropes castellanes d'Alfons X el Savi, van buscar l'aliança amb els marínides, que controlaven la major part de l'actual Marroc, lliurant-los les places d'Algesires, Tarifa i Gibraltar en pagament pel seu suport militar. Poc després, les desavinences entre nassarites i marínides els van portar a enfrontar-se i ambdues parts van buscar llavors l'ajuda de mercenaris cristians.

## Acords
Segons els termes de l'acord, signat a Barcelona el 16 de novembre de 1274, ambdues parts es comprometien a:
- La Corona d'Aragó enviaria deu naus armades i deu galeres, a part d'altres trenta embarcacions menors, i 500 cavallers per ajudar l'exèrcit marínida a conquerir Ceuta.[1]
- El cost de l'exèrcit cristià aniria a càrrec dels marínides, que pagarien 100.000 besants pel viatge de les tropes i altres 100.000 anuals durant el temps que durés la campanya. Els cavallers cristians participants rebrien una paga de dos besants diaris, i els cavalls i camells necessaris durant la contesa.

## Conseqüències
Com a resultat de l'acord, la ciutat de Ceuta va ser conquerida, i la flota amarrada al seu port destruïda. La plaça va passar a estar sota control dels marínides, que la conservaren fins al 1305, quan Muhàmmad III al-Makhlú la va recuperar per a l'emirat de Gharnata.